# 逆轉檢察官2
《逆轉檢察官2》是一款由卡普空開發的任天堂DS文字冒險遊戲，亦是逆轉裁判系列第六個遊戲和《逆轉檢察官》的續作。卡普空指出他們還沒有計劃在外國發佈本作。本作本是逆轉裁判系列中唯一一個沒有在日本國外發佈的遊戲。直到2024年9月6日《逆轉檢察官1&2 御劍精選集》發售。

## 遊戲系統

遊戲中的邏輯西洋棋

本作與其前作《逆轉檢察官》的遊戲系統較為相似。
玩家在遊戲中將會扮演檢察官御劍怜侍。此遊戲主要分為兩個部分：調查及辯駁。本作新增了一個遊戲模式：邏輯西洋棋。當玩家與一定角色對話時，邏輯西洋棋就會啟動。在邏輯西洋棋中，玩家需要在有限的時間內找出對方的弱點，並在兩種對話選擇中挑選合適的對話來攻擊對方的弱點。若玩家取得優勢時，玩家就會得到一個西洋棋來摧毀對方的西洋棋。但若玩家處於劣包勢時，玩家的時間欄就會減少。若時間欄減少至零，遊戲就會結束。當玩家摧毀了對方所有的西洋棋後，玩家就完成了邏輯西洋棋。本作與其他逆轉裁判系列遊戲不同，其審判官是一位女性。

## 劇情概要
第一案件中，西鳳民國大統領王帝君來到日本葫蘆湖公園進行演講，結果在演講進行到一半時突然有暗殺者想要暗殺王帝君。經過調查後，御劍成功找出真兇，保鑣內藤馬乃介。
第二案件中，時間回到18年前的IS-7事件，當時的辯護律師為御劍信，嫌疑犯是天海一誠。第二天，西鳳民國大統領王帝君遭人殺害。同時，相澤詩紋遭到綁架，犯人以他的性命威脅水鏡裁判官。
第三案件“继承的逆转”发生在同一地方的两个不同时期，相差18年。在倒叙片段中，御剑怜恃的父亲御剑信跟年轻的信乐盾之，为涉嫌谋杀同行冰堂伊作的著名厨师天海一诚作辩护。
第四案件“被遗忘的逆转”一案中，身负重伤兼有失忆的一条美云来到御剑怜恃的办公室，被指控谋杀辩护律师笼目翼。
第五案件“宏大的逆转”一案在一个小时（也许不到）内发生，王帝君突然离开死亡。御剑在案发现场再次碰到狼士龙，狼由于在调查走私集团（见《逆转检事》）一案中处理不当，失去了100人的手下团队。

## 發佈
《逆轉檢察官2》首次於2010年9月初在《Fami通》上亮相，之後卡普空便正式宣佈此遊戲正在開發中。於2010年的东京电玩展上，卡普空展示了本作的試玩版本。

### 本地化
2011年3月，卡普空的克里斯汀·斯文森指出他們並沒有計劃製作本作的國外版本。於2011年12月的人一個訪問中，斯文森指出他們可能會發佈一個可下載的《逆轉檢察官2》遊戲。
2012年1月，斯文森再次指出他們仍然沒有放棄製作本作的國外版本。於2012年3月，他指出他們正在討論是否製作本作的國外版本，並希望「支持者仍然有足夠的耐性」。
2012年8月，一位卡普空員工指出若《逆轉裁判123 HD重製》是一個成功的作品，那麼卡普空便有可能製作《逆轉檢察官2》的國外版本。
2012年9月，當斯文森被問到《逆轉裁判123 HD重製》的成功會否鼓動卡普空製作《逆轉檢察官2》的國外版本時，他指出這兩個遊戲並沒有關係，《逆轉裁判123 HD重製》的成功不會鼓動卡普空製作《逆轉檢察官2》的國外版本。
2013年1月，斯文森再三被問及卡普空會否製作《逆轉檢察官2》的國外版本。斯文森指出因為《逆轉裁判5》的銷售更佳，所以他們正在製作《逆轉裁判5》的國外版本，因此沒有空閒的時間和人力資源去製作《逆轉檢察官2》的國外版本。但後來製作者江城元秀卻指出他們正在排程製作本作的國外版本。

## 銷售
本作在日本發佈後，成為了日本銷售量最高的遊戲之一。截至2011年2月9日，本作已於日本售出逾132,000套遊戲。截至2013年8月3日，本作已於日本售出逾260,000套遊戲。

## 外部連結
- 官方网站（日語）
- 《逆轉檢察官2》在視覺小說數據庫的頁面（英文）